# Adolf Bartoszewski (wojskowy)
Adolf Bartoszewski (ur. 15 stycznia 1907 w Świnarzynie, zm. 12 grudnia 1990 w Chełmnie) – podporucznik piechoty Wojska Polskiego.

## Życiorys
Adolf Bartoszewski był trzecim dzieckiem Weroniki i Adama (po Leonie i Zofii – jeszcze po nim na świat przyszli kolejno: Piotr, Antoni, Władysława, Edward i najmłodszy – Henryk) szanowanych i zamożnych w Radowiczach właścicieli ziemskich i młyna do spółki. Z żoną Heleną (z domu: Podwiązka, córka Ludwiki i Józefa) miał troje dzieci: Waldemara, Irenę i Janusza.
W latach 1925–1927 odbył obowiązkową służbę wojskową, a po jej zakończeniu założył i opiekował się do wybuchu wojny miejscowym oddziałem Związku Strzeleckiego. We wrześniu 1939 uczestniczył w Obronie Lwowa jako dowódca plutonu 40 pułku piechoty. Po wkroczeniu Armii Czerwonej na Wołyń aresztowany i osadzony w więzieniu w Kowlu, gdzie też został skazany za dotychczasową działalność na karę śmierci. Żona Helena, wysyłając błagalne listy do kancelarii Stalina, uzyskała zamianę wyroku śmierci męża na 15-letnią zsyłkę do Uzbekistanu. Do miejsca przeznaczenia (Gizduan) przybył wraz z bratem  Antonim, zesłanym karnie za druk i kolportaż ulotek antysowieckich.
7 lutego 1942 obaj wstąpili do 7 Dywizji Piechoty, gdzie Adolf w dniach od 20 marca do 29 listopada 1942 odbywał szkolenie w Szkole Podchorążych Rezerwy (uzyskując stopień starszego sierżanta), a po jego ukończeniu pełnił funkcję szefa kompanii i dowódcy plutonu. W wyniku przeformowań, bracia znaleźli się w składzie 3 Dywizji Strzelców Karpackich i w połowie grudnia 1943 przerzuceni z Egiptu do Tarentu we Włoszech. Adolf, przydzielony do 1 Brygady, 1 batalionu 2 kompanii kpt. Józefa Kromkaya, 1 maja 1944 uzyskał przydział na dowódcę 2 plutonu i 12 maja dowodził nim w pierwszym ataku na wzgórze 593 (w kierunku Gardzieli) pod Monte Cassino. 1 sierpnia 1944 uzyskał awans na podporucznika. Dwukrotnie ciężko ranny (nad Chienti i pod Castel Bolognese). Od 1 grudnia 1944 do 1 września 1946 przydzielony do 7 batalionu 3 Brygady na stanowisko dowódcy kompanii strzeleckiej. 9 miesięcy służył w Dywizyjnym Centrum Wyszkolenia 3 DSK jako zastępca dowódcy kompanii i szkoły podoficerskiej. Łącznie, ppor. A. Bartoszewski zaliczył 16 miesięcy służby frontowej pierwszej linii w oddziałach piechoty na stanowisku d-cy plutonu i kompanii strzeleckiej.
19 kwietnia 1947 odkomenderowany do Ośrodka Oficerskiego nr 43 w Rednal w Wielkiej Brytanii na stanowisko oficera zaopatrzenia i transportu. 18 kwietnia 1949 oficjalnie zakończył służbę wojskową.
Do 1974 przebywał w Wielkiej Brytanii w Wolverhampton. Po powrocie do Polski zamieszkał w Chełmnie, gdzie też zmarł  12 grudnia 1990 i pochowany został w rodzinnym grobowcu na cmentarzu parafialnym.

## Odznaczenia
Podporucznikowi Adolfowi Bartoszewskiemu (sygnatura żołnierska: 1907/92/III) potwierdzono następujące odznaczenia:
- Krzyż Virtuti Militari piątej klasy (nr 11591)
- Krzyż Walecznych (nr 12226)
- Medal Wojska z okuciem (nr 1217)
- Krzyż Pamiątkowy Monte Cassino (nr 1171)
- Gwiazda Italii
- Gwiazda za Wojnę 1939–1945[1]
- Brytyjski Medal Obrony (Defence Medal)
- Brytyjski Medal za Wojnę 1939-1945 (The War Medal 1939/45)
- Odznaka Pamiątkowa 3 Dywizji Strzelców Karpackich (nr 7578)
- Upoważnienie do noszenia Odznaki za Rany z Dwiema Gwiazdkami (nr leg. 2777)